# Mann gegen Mann
Mann gegen Mann is de derde en laatste single van het album Rosenrot van de Duitse metalband Rammstein. Het nummer gaat over homoseksualiteit. De single werd uitgebracht op 3 maart 2006.

## De video
De video werd op 2 februari 2006 op MTV uitgebracht. De video werd geregisseerd door Jonas Åkerlund. In de video is de hele band behalve Till Lindemann naakt te zien. Ze hebben alleen hun instrument als afscherming. Omdat Till alleen maar een microfoon heeft, draagt hij een latex luier (volgens een interview met gitarist Paul H. Landers). In de video is afwisselend de band die speelt, en een groep naakte 'geoliede' mannen die over elkaar heen krioelen te zien.
Aan het eind van het nummer begint Till steeds meer te veranderen in een monster en krijgt hij een gespleten tong. De bandleden worden over de naakte mannen gedragen, en Till verandert in een duivel terwijl hij op de melodie swingt. Aan het einde van het nummer begint Till al zijn haren uit te trekken.

## Tracklist

### 2-track VK cd-single
1. Mann gegen Mann - 3:52
2. Rosenrot (The Tweaker Remix) door Chris Vrenn - 4:34

### Normale cd-single
1. Mann gegen Mann - 3:51
2. Mann gegen Mann (Popular Music Mix) door Vince Clarke - 4:06
3. Mann gegen Mann (Musensohn Remix) door Sven Helbig - 3:12
4. Ich will (Live (Video) Op 'Festival de Nîmes') - 4:02

- Ook uitgebracht als een 2-track CD met "Mann gegen Mann" en "Mann gegen Mann (Popular Music Mix)"

### 12" vinylsingle
1. Mann gegen Mann - 3:52
2. Rosenrot (3am At Cosey Remix) door Jagz Kooner - 4:50

### 2-track promo-cd
1. Mann gegen Mann (Futurist Remix) door Alec Empire - 3:53
2. Mann gegen Mann (Popular Music Mix) door Vince Clarke - 4:06

### 12" promo vinyl
1. Mann gegen Mann (Futurist Remix) door Alec Empire - 3:53
2. Mann gegen Mann (Popular Music Mix) door Vince Clarke - 4:06